# Božanov
Božanov (en allemand : Barzdorf) est une commune du district de Náchod, dans la région de Hradec Králové, en Tchéquie. Sa population s'élevait à 367 habitants en 2022.

## Géographie
Božanov se trouve à 7 km au sud-sud-est de Broumov, à 19 km au nord-est de Náchod, à 53 km au nord-est de Hradec Králové et à 146 km à l'est-nord-est de Prague.
La commune est limitée par Martínkovice et Otovice au nord, par la Pologne à l'est et au sud, et par Machov et Suchý Důl à l'ouest.

## Histoire
La première mention écrite de la localité date de 1256.

## Transports
Par la route, Božanov se trouve à 9,5 km de Broumov, à 38 km de Náchod, à 82 km de Hradec Králové et à 195 km de Prague. 